# 마루사의 여자
《마루사의 여자》(マルサの女 마루사노 온나[*])는 1987년에 개봉된 일본 영화이다. 감독과 각본은 이타미 주조가 맡았으며, 마루사(국세청 사찰부)에 근무하는 여성 사찰관과 탈세자의 싸움을 코믹하면서도 풍자적으로 그린 작품이다.

## 줄거리
여성 세무 조사관인 이타쿠라 료코는 다양한 일본 기업의 회계를 조사하여 숨겨진 수입을 밝혀내고 미납 세금을 회수한다.
어느 날 이타쿠라는 상사를 설득하여 세금을 회피하는 것으로 보이는 러브 호텔 체인 소유주를 조사하게 하지만, 조사 결과 증거는 발견되지 않는다. 조사 과정에서 조사관과 조사를 받은 소유주 곤도 히데키는 서로에게 말 없는 존경심을 갖게 된다.
이타쿠라는 정부 세무 조사관으로 승진한다. 곤도와 관련된 동일한 사건이 다시 나타나자 이타쿠라는 다시 조사를 허가받는다. 호텔 소유주의 이익에 대한 정교한 일련의 급습 도중, 그녀는 우연히 결정적인 불리한 증거가 담긴 숨겨진 방을 발견한다.
6개월 후, 두 사람은 다시 만난다. 곤도는 매일 이어지는 심문에 지쳐 있다. 이타쿠라는 그의 아들을 위해 마지막 비밀을 포기하도록 설득하려 한다. 곤도는 이타쿠라에게 직장을 그만두고 자신과 함께 살자고 하지만, 그녀는 거절한다. 그는 손가락을 베어 처음 조사를 받았을 때 그가 보관했던 그녀의 손수건에 피로 비밀 은행 계좌의 이름을 쓴다.

## 출연진
- 미야모토 노부코
- 야마자키 쓰토무
- 쓰가와 마사히코
- 다이치 야스오
- 사쿠라 긴조
- 하시즈메 이사오

## 제작진
- 감독·각본 - 이타미 주조
- 원작·각본- 고사와 료타
- 제작사 - 이타미 프로덕션
- 배급 - 도호